# Erwin von Steinbach

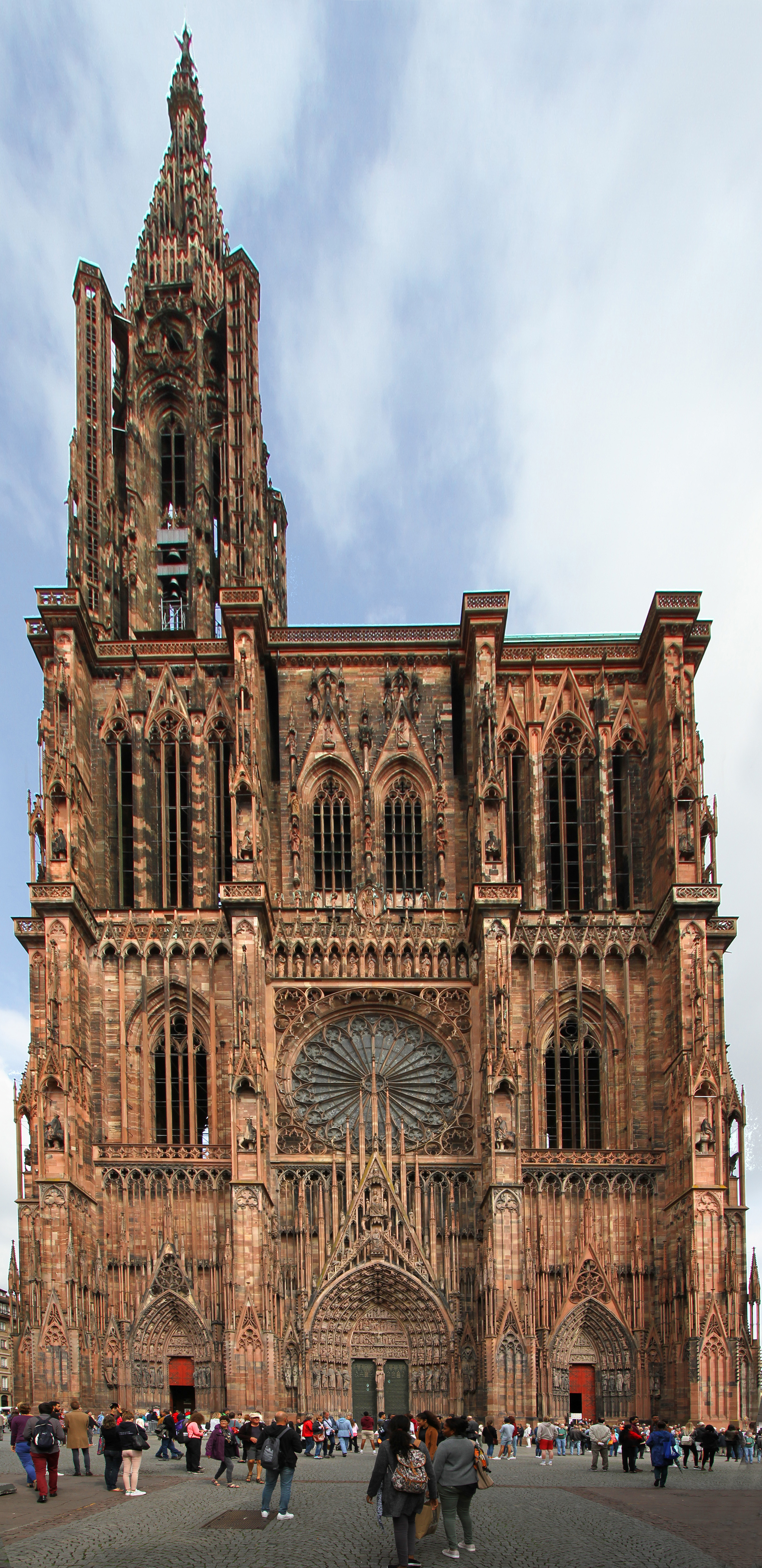
Strasbourgmünstern i Strasbourg

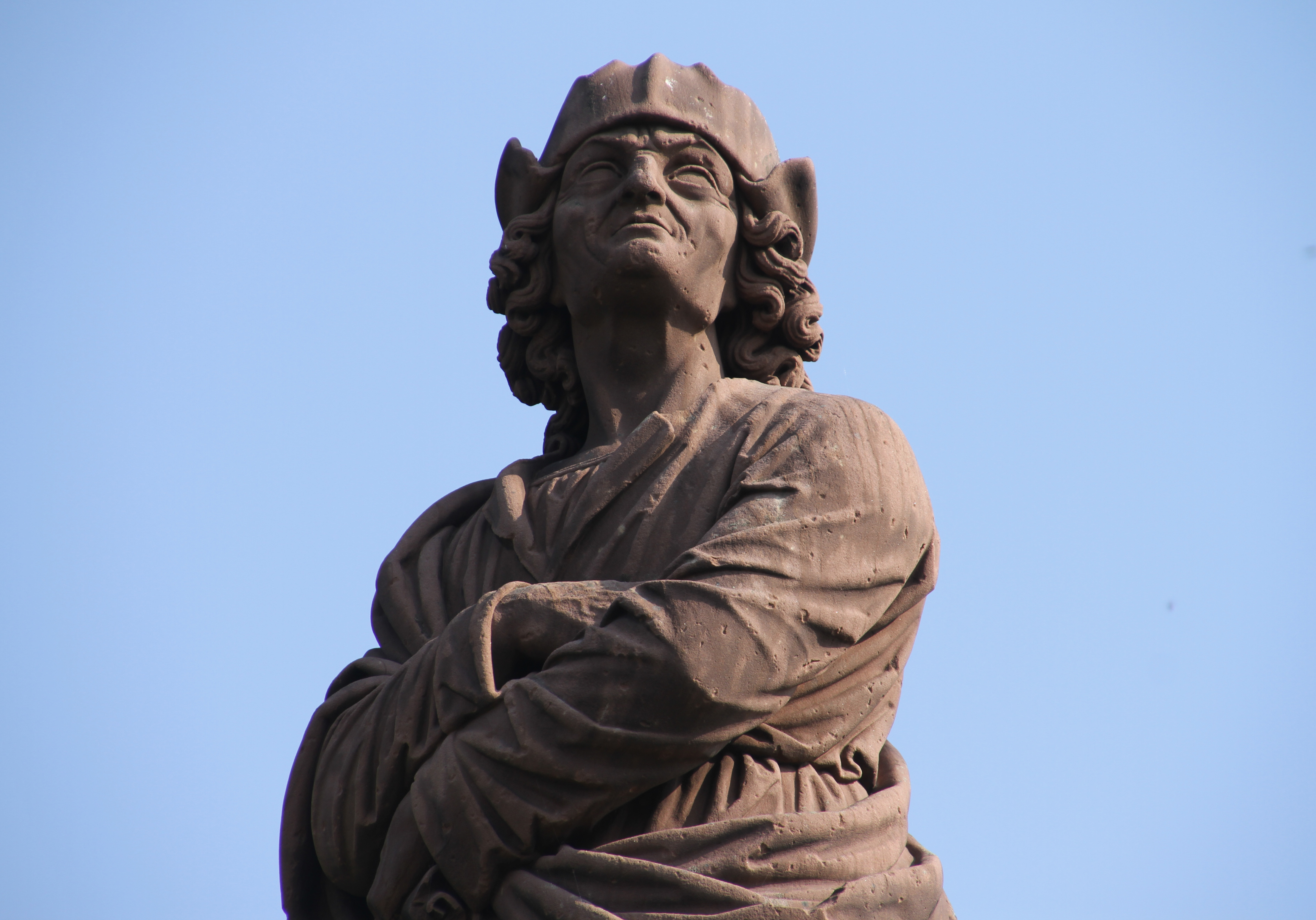
Erwin von Steinbach i Baden-Baden

Erwin von Steinbach, född omkring 1244, död 17 januari 1318 i Strasbourg, var en tysk arkitekt och byggmästare.
Han studerade den gotiska byggnadskonsten i Frankrike och skapade den västfasaden till Strasbourgmünstern i Strasbourg, vilket arbete han skall ha börjat 1277. Om hans härkomst och verksamhet känner man emellertid endast obetydligt med full historisk visshet. Man tror att Erwin hade tre söner av vilka en, Gerlach von Steinbach, efter faderns plan byggde klosterkyrkan i Niederhaslach. De två andra hette båda Johannes Erwin och var verkmästare vid katedralbygget i Strasbourg. Den ene av dessa kallades Winlin (Erwinlein, "den lille Erwin"). Även Sabina von Steinbach, uppges vara dotter till Erwin, vilket dock inte är bekräftat. 